# Augusta Šlechtová
Augusta Šlechtová (14. dubna 1853 Vlašim – 24. října 1928 Praha) byla česká malířka, ilustrátorka, pedagožka a překladatelka z ruštiny. Její život a umělecká kariéra jsou úzce spjaty s jejími mladšími sestrami Amélií a Žofií, se kterými vytvořila pro jejich životní dráhy stěžejní výtvarnou trojici. 

## Život

### Mládí
Pocházela z několika sourozenců rodiny obchodníka Josefa Šlechty z Vlašimi. Otec byl vlašimským měšťanem a majitelem domu na městském hlavním náměstí, kde provozoval svůj obchod. Byl blízký českému vlasteneckému okruhu a osobním přítelem básníka Svatopluka Čecha. Aby svým dětem zajistil lepší vzdělání, přestěhoval se s rodinou do Karlína u Prahy, kde následně začal pracovat jako úředník pražské Svatováclavské záložny. Augusta, stejně jako následně její mladší sestry Amálie (* 1855) a Žofie (* 1857), vychodila vyšší dívčí školu v Karlíně a rovněž se výtvarně vzdělávala na dívčí škole Ženského výrobního spolku. 

### V Rusku
Na výzvu jejich bratra Františka, který studoval vojenskou zdravotnickou školu v Petrohradě, odjela Augusta s Amálií a Žofií roku 1876 rovněž studijně do Ruského impéria. Zde trojice sester absolvovala hodiny kreslení, malby, kresby na sklo či dřevorytectví na petrohradské akademii výtvarných umění a Rysovalné škole. Všechny tři následně složily zdejší učitelské zkoušky z výtvarných předmětů a začaly pedagogicky působit na Ženské průmyslové škole císařovny Marie Alexandrovny, historicky prvním dívčím řemeslném vzdělávacím ústavu na Rusi, patrně jakožto jedny z prvních zahraničních žen-pedagožek v ruském ženském školství. Rovněž vyučovaly v ženských průmyslových školách Patriotičeskago obščestva. 
Roku 1877 vedla Augusta z Petrohradu písemnou konverzaci s Miroslavem Tyršem, spoluzakladatelem organizace Sokol.  
Pokračovaly také ve výtvarné činnosti, ať už samostatné, ve větší míře pak pod společnou uměleckou značkou sestry Šlechtovy. U řady jejich výtvorů si sestry např. rozdělily role kresby návrhu a následné rytiny určené k tisku. Pod stejným titulem či značkou začaly v té době uveřejňovat také své česko-ruské překlady. Řadu jejich, jak výtvarných tak přeložených, děl otiskly četné petrohradské obrázkové a literární časopisy a tiskoviny, jako např. Pčela, Živopisnoje Obozrěnije, Krugozor, Niva, Vsemirnaja Iljustracija, Živopisnaja Rossija, Priloženije románov a další. 
Kvůli stárnoucím rodičům se pak Augusta, Amálie a Žofie roku 1884 navrátily zpět do Čech. 

### V Čechách

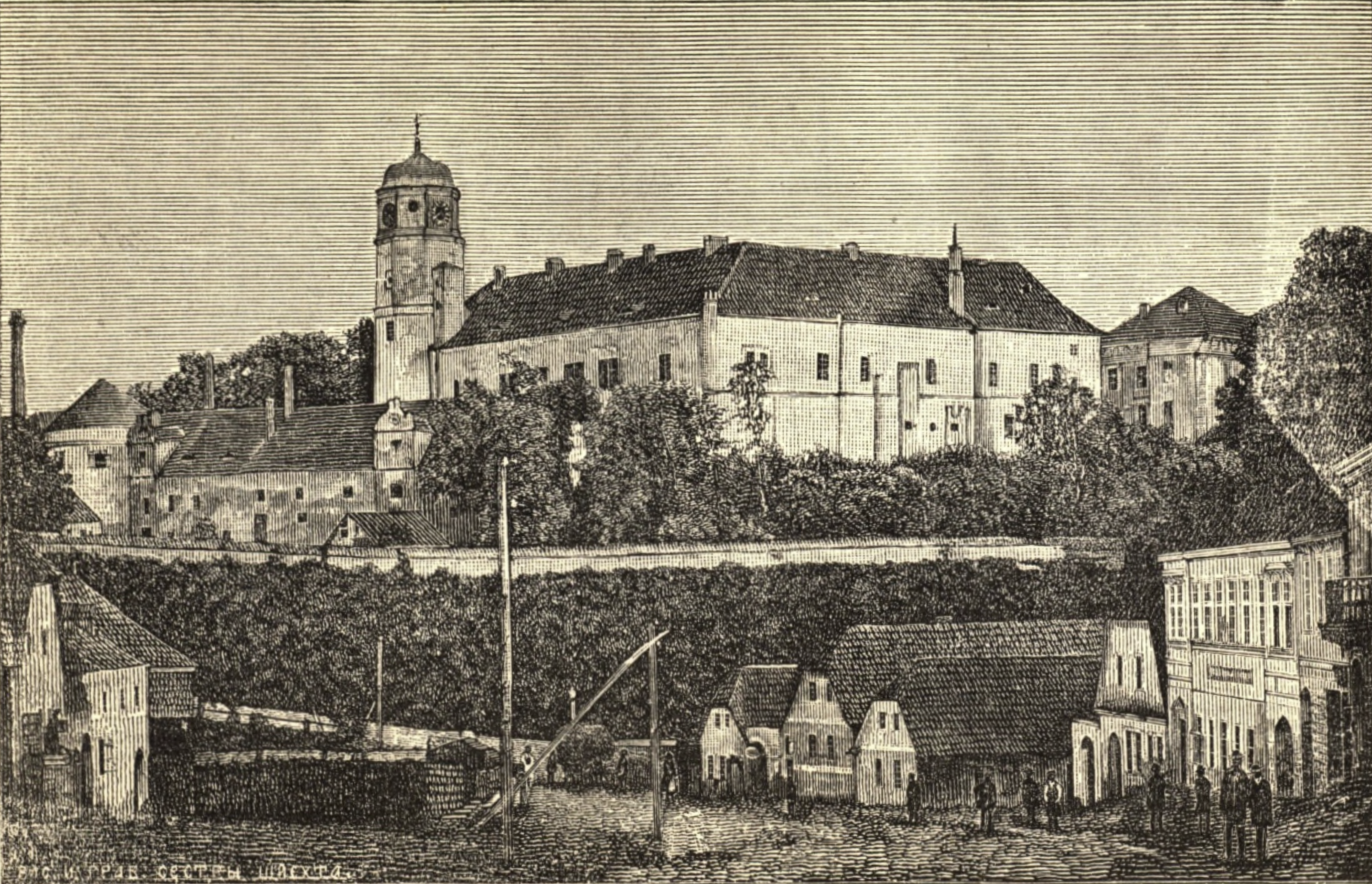
Rytina zámku ve Vlašimi z dílny sester Šlechtových (Dějiny města Vlašimě a jeho statků, 1889)

Sestry se společně s rodiči usadili v nově vystavěné vile v jihočeských Choceradech, nedaleko jejich rodné Vlašimi, kde si, za podpory bratra Františka Šlechty, nechali vystavět sídelní vilu vyzdobenou ruskými architektonickými prvky (Chocerady-Vlkovec, čp. 17). Nadále pokračovaly ve výtvarné a překladatelské činnosti, jejich grafiky i překlady ruských autorů otiskávaly mj. česká periodika Květy. Sama Augusta zde mj. v únoru 1882 uveřejnila medailon ruského spisovatele Dmitrije Vasiljeviče Grigoroviče doplněný jeho portrétem. Rovněž samostatně publikovala dílo Russkija propisi dlja učebnych zaveděnij i domašnich pjňatij (posléze vyšlo v českém překladu jako Ruské vzory krasopisné).

### Úmrtí
Augusta Šlechtová zemřela 24. října 1928 v Praze ve věku 75 let. Její nekrolog otiskl celostátní deník Národní listy.

## Dílo

### Ilustrace (výběr)
- Jindřich Wankel: Bilder aus der Mährischen Schweiz
- SLAVÍK, František August: Dějiny města Vlašimě a jeho statku (1889)

### Překlady (výběr)
- Dmitrij Vasiljevič Grigorovič: Zrna